# Abdashtart I
Abdashtart I, también conocido por su nombre en griego, Estratón I, fue un rey de Sidón, corregente con su padre Baalshillem II y después en solitario.

## Reformas
Su ascenso al trono podría haber sucedido en medio de dificultades económicas y políticas, ya que inmediatamente tomó 'medidas de emergencia', reduciendo el contenido de metales preciosos del doble siclo sidonio en dos gramos, devaluando así la moneda sidonia en su primer año. También expandió la base monetaria, agregando monedas de bronce y plata, con lo que financió la expansión de la flota sidonia. Se supone que dio nombre a la ciudad que sería conocida en el mundo helénico como Torre de Estratón, que más tarde Herodes el Grande rebautizó como Cesarea. Joseph Patrich sostiene, sin embargo, que Torre de Straton pudo haber sido fundada durante el Reino Ptolemaico, en cuyo caso su referiría a un general ptolemaico del siglo III a. C.

## Revuelta contra el Imperio aqueménida
Abdashtart forjó alianzas diplomáticas con Atenas y Egipto. Confiando en su mejorada flota, en el 360 o 359 se vio con lo suficiente fuerza para rebelarse contra el Imperio aqueménida. Aunque los persas ya estaban luchando contra los egipcios (cuyo faraón Tachos había invadido Fenicia), y aunque los rebeldes obtuvieron dos victorias militares contra los generales de Artajerjes III en 358 y 356,  la revuelta fue reprimida en 355 y condujo a la ocupación persa durante los siguientes cuatro años, durante los cuales se prohibió la moneda sidonia, se detuvieron los privilegios de acuñación y se introdujo por la fuerza la moneda persa. La revuelta ha sido descrita como "un grave error político" para Abdashtart; los sidonios no solo experimentaron una crisis financiera y represión militar, sino que también perdieron franjas de territorio frente a su vecina, Tiro. 

## Vida posterior
Los persas dejaron a Abdashtart en el trono, que procedió a entablar relaciones diplomáticas con Atenas y Salamina (Chipre), que probablemente habían apoyado su revuelta contra Artajerjes. Los historiadores no saben si fue el último de su dinastía, ya que no se sabe si su heredero y sucesor conocido, Tennes, era su hijo u otro pariente cercano.
Abdashtart fue honrado por una inscripción en la Acrópolis de Atenas ( IG II 2 141):

...y ha tenido cuidado de que los embajadores que el Pueblo envió al Rey viajen lo más finamente posible, y de responder al hombre que ha venido del rey de Sidón que, si en el futuro es un buen hombre para el Pueblo de Atenas, no dejará de obtener de los atenienses lo que necesita. También Estratón el rey de Sidón será proxenos del Pueblo de Atenas, tanto él como sus descendientes...
Inscripción de Estratón, Rey de Sidón, Acrópolis de Atenas. Traducida por Stephen Lambert y P. J. Rhodes.

## Galería

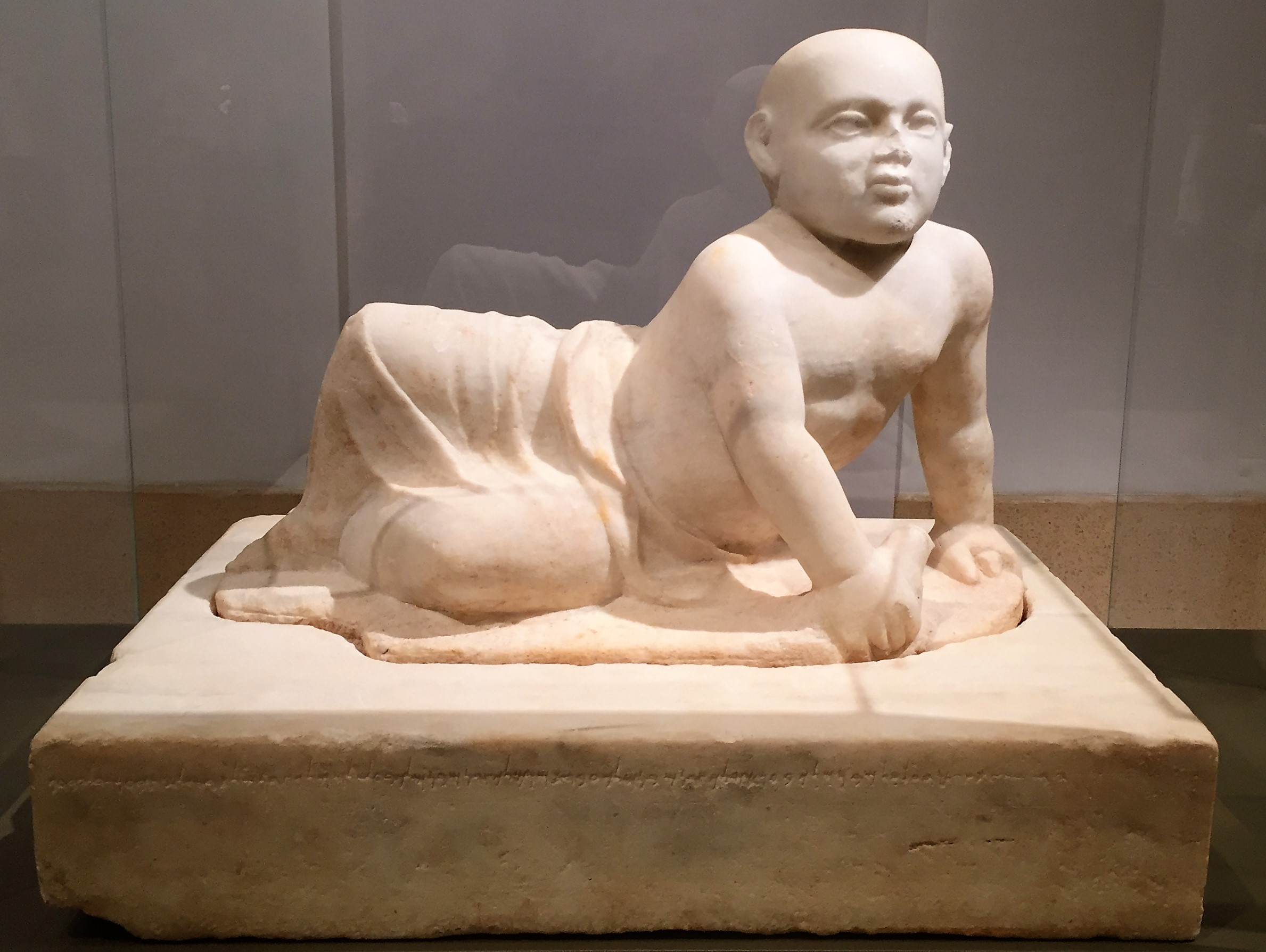
Niño del templo de Baalshillem, estatua votiva que se dice que representa a Abdashtart I, donada por su padre al Templo de Eshmún
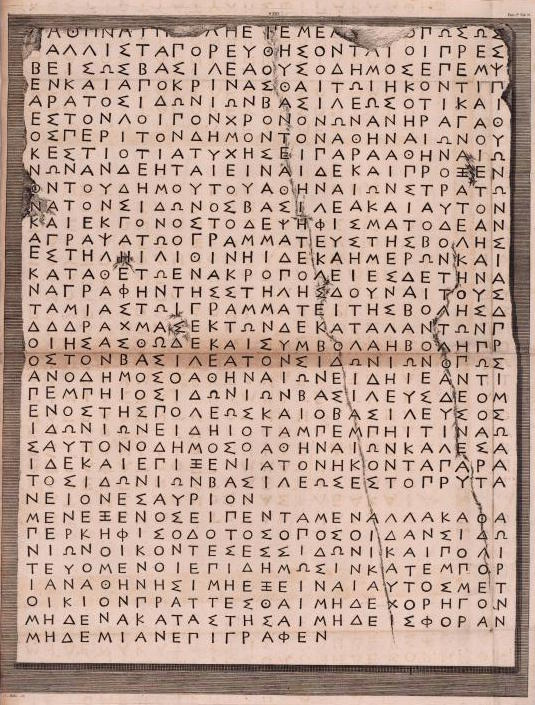
Inscripción en honor a Estratón, Acrópolis de Atenas
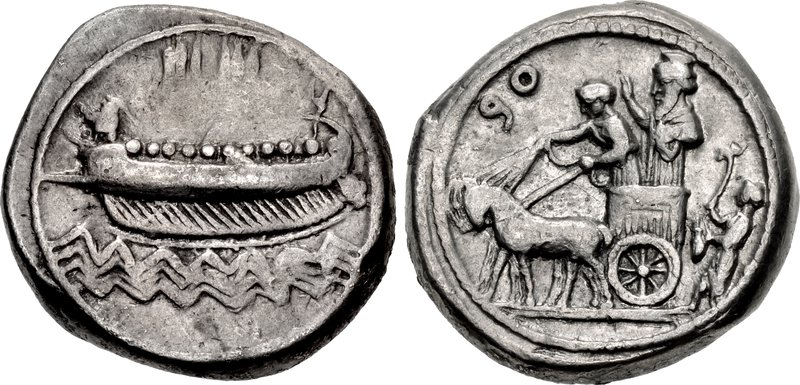
Moneda acuñada en Sidón, Fenicia aqueménida, en época de Abdashtart I.Anv: galera fenicia y olas.
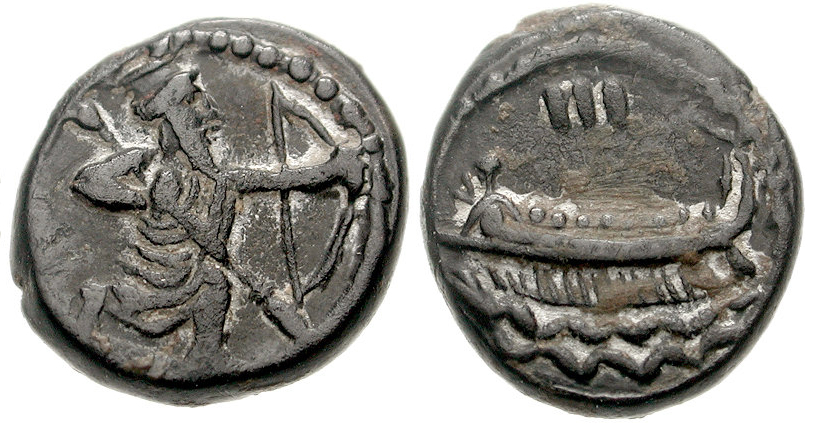
Acuñación aqueménida de Abdashtart I, alrededor del año 365 al 352 a. C.